# Toaster (Give Me Back My)
«Toaster (Give Me Back My)» es una canción y sencillo estilo funk del grupo musical de Argentina Ciro y los Persas, incluida en el álbum Naranja persa 2. Fue lanzada como sencillo el 22 de junio de 2017 y dos meses después, el 22 de agosto fue publicado el video musical.

## Lista de canciones
| Descarga digital y streaming |                             |          |  |
| N.º                          | Título                      | Duración |  |
| 1.                           | «Toaster (Give Me Back My)» | 4:02     |  |

## Video musical
El video musical cuenta con la actuación de varios famosos de distintos ámbitos, Fabio Alberti, «Cabito» Massa Alcántara, Daniel Aráoz, Horacio Pagani, Katja Martínez y Javier Zanetti.

## Letra
La canción fue escrita por el vocalista del grupo, Andrés Ciro Martínez, inspirado en el robo que sufrió en mayo de 2017, cuando dijo que le habían robado hasta la tostadora.